# 중화민국의 국장

대만의 국장

중화민국의 국장은 1924년 황푸 군관학교 총교관으로 근무하고 있던 허잉친에 의해 제작되었으며 1928년에 대만의 국장으로 제정되었다. 파란색 원 안에는 12개의 햇살을 가진 하얀색 태양이 그려져 있다.
12개의 햇살은 1년을 구성하는 12개의 달, 중국의 전통적인 시간 단위인 12시간(중국의 전통적인 시간 단위의 1시간은 현대의 시간 단위의 2시간과 같음)을 뜻하며 태양은 혁명 정신을 뜻한다. 파란색과 하얀색은 삼민주의를 두 가지 색으로 표현한 것으로 번영과 민주주의를 뜻한다.

## 옛 국장
1912년 8월 28일 루쉰(魯迅), 첸다오쑨(錢稻孫), 쉬서우상(許壽裳)이 서양의 전통적인 문장학을 바탕으로 한 문장을 제작했다. 문장의 디자인은 중국의 황제가 입던 예복인 면복에 그려진 문양인 십이장(十二章) 문양을 바탕으로 한 디자인으로서 1913년 2월에 중화민국의 국장으로 제정되었다.

## 관련 사진

중국 국민당의 당기, 중화민국의 해군기
중국 국민당의 휘장

중화민국의 국장 (1913년 ~ 1928년), 중화제국의 국장 (1915년 ~ 1916년)